# Henry Kingham
Henry Ronald Kingham (sinh ngày 19 tháng 11 năm 1904) là một cầu thủ bóng đá người Anh thi đấu cho Luton Town.

## Sự nghiệp
Sinh ra ở Harpenden, Kingham gia nhập đội bóng địa phương Luton Town từ St Albans City năm 1926. Sau 275 trận cho Luton, Kingham rời đi năm 1937 để gia nhập Yeovil & Petters United. Sau Yeovil, Kingham có thời gian thi đấu ở Worcester City trước khi kết thúc sự nghiệp.